# Tornare per rivivere
Tornare per rivivere (Partir, revenir) è un film del 1985 diretto da Claude Lelouch.